# Zaritsa Dinkova
Zaritsa Dinkova , née le 12 février 1973 à Sofia (Bulgarie) est une femme politique bulgare, ministre du Tourisme dans le gouvernement Denkov depuis 2023.

## Biographie
Zaritsa Dinkova est titulaire d'une maîtrise en diplomatie et relations internationales de l'Université complutense de Madrid,.
Elle commence sa carrière comme conseillère au Parlement européen. En 2021, elle occupe le poste de vice-ministre des Affaires étrangères sous Stela Baltova dans le premier et le deuxième gouvernement Yanev.
En juin 2023, elle rejoint le gouvernement Denkov en tant que ministre du Tourisme. Elle travaille sur la collaboration entre les États du sud de l'Europe et avec l'Allemagne pour promouvoir le tourisme en Bulgarie,.